# باند مونیکا
باند مونیکا (پرتغالی: Turma da Mônica) یک مجموعه کتاب کمیک و فرانچایز رسانه ای است که توسط Maurício de Sousa Produções ساخته شده است که توسط کاریکاتوریست و کارآفرین مائوریسیو دسوزا ساخته شده است. در سال ۱۹۵۹ از نوارهای روزنامه که شخصیت های اصلی آن بیدو و فرانجینها بودند، سرچشمه گرفت. از دهه ۱۹۶۰، این سریال با خلق مونیکا و پیازچه، بین سال‌های ۱۹۶۰ تا ۱۹۶۳، هویت کنونی خود را به دست آورد.